# تیازولین
تیازولین‌ها (یا دی‌هیدروتیازول‌ها) گروهی از ایزومرهای ترکیبات هتروسیکلیک ۵-عضوی است که حاوی هر دو اتم گوگرد و نیتروژن در یک حلقه می‌باشد. اگرچه تیازولین‌های غیر استخلافی به تنهایی ندرتاً دیده می‌شوند، اما مشتقات آن‌ها بیشتر مشاهده می‌شوند و برخی نیز از نظر زیستی فعال هستند. به عنوان مثال، در یک فرایند پیرایش پساترجمه‌ای متداول ، بقایای سیستئین به تیازولین تبدیل می‌شود.

## سنتز
تیازولین‌ها برای اولین بار به وسیله دی‌آلکیل دار کردن تیوآمیدها و توسط شیمیدان آلمانی ریچارد ویلشتتر در سال ۱۹۰۹ تهیه شد. ۲-تیازولین‌ها معمولاً از ۲-آمینواتان‌تیول‌ها (به عنوان مثال سیستیمین ) تهیه می‌شوند. همچنین ممکن است از طریق واکنش آسینگر سنتز شوند.